# Razzie Awards 1985
La  6ª edizione dei Razzie Awards si è svolta il 23 marzo 1986 al Morgan-Wixon Theatre a Santa Monica, per premiare i peggiori film dell'anno 1985. Le candidature erano state annunciate alcuni mesi prima, il giorno prima delle candidature ai Premi Oscar 1986. Rocky IV è stato il maggiore vincitore del 1985, con cinque premi, mentre il premio al peggior film è stato assegnato a Rambo II: la vendetta.
Il film più premiato dell'anno è stato Rocky IV, mentre i più nominati sono stati Rocky IV, candidato a nove premi, seguito da Rambo II: la vendetta con sette, L'anno del dragone con cinque, e Febbre di gioco con quattro nomination.

## Vincitori e candidati
Verranno di seguito indicati in grassetto i vincitori.
Ove ricorrente e disponibile, viene indicato il titolo in lingua italiana e quello in lingua originale tra parentesi.

### Peggior film
- Rambo II: la vendetta (Rambo: First Blood Part II), regia di George Pan Cosmatos
- Febbre di gioco (Fever Pitch), regia di Richard Brooks
- Revolution (Revolution), regia di Hugh Hudson
- Rocky IV (Rocky IV), regia di Sylvester Stallone
- L'anno del dragone (Year of the Dragon), regia di Michael Cimino

### Peggior attore
- Sylvester Stallone - Rambo II: la vendetta (Rambo: First Blood Part II), Rocky IV (Rocky IV)
- Divine - Lust in the Dust (Lust in the Dust)
- Richard Gere - King David (King David)
- Al Pacino - Revolution (Revolution)
- John Travolta - Perfect (Perfect)

### Peggior attrice
- Linda Blair - Pattuglia di notte (Night Patrol), Savage Island (Savage Island), Savage Streets (Savage Streets)
- Ariane Koizumi - L'anno del dragone (Year of the Dragon)
- Jennifer Beals - La sposa promessa (The Bride)
- Brigitte Nielsen - Yado (Red Sonja)
- Tanya Roberts - Agente 007 - Bersaglio mobile (A View to a Kill)

### Peggior attore non protagonista
- Rob Lowe - St. Elmo's Fire (St. Elmo's Fire)
- Raymond Burr - Il ritorno di Godzilla (Gojira)
- Herbert Lom - Allan Quatermain e le miniere di re Salomone (King Solomon's Mines)
- Robert Urich - Turk 182 (Turk 182)
- Burt Young - Rocky IV (Rocky IV)

### Peggior attrice non protagonista
- Brigitte Nielsen - Rocky IV (Rocky IV)
- Sandahl Bergman - Yado (Red Sonja)
- Marilu Henner - Perfect (Perfect), Addio vecchio West (Rustler's Rhapsody)
- Julia Nickson-Soul - Rambo II: la vendetta (Rambo: First Blood Part II)
- Talia Shire - Rocky IV (Rocky IV)

### Peggior regista
- Sylvester Stallone - Rocky IV (Rocky IV)
- Richard Brooks - Febbre di gioco (Fever Pitch)
- Michael Cimino - L'anno del dragone (Year of the Dragon)
- George Pan Cosmatos - Rambo II: la vendetta (Rambo: First Blood Part II)
- Hugh Hudson - Revolution (Revolution)

### Peggior sceneggiatura
- Rambo II: la vendetta (Rambo: First Blood Part II), sceneggiato da Sylvester Stallone e James Cameron, scritto da Kevin Jarre, basato su un personaggio creato da David Morrell
- Febbre di gioco (Fever Pitch), scritto da Richard Brooks
- Perfect (Perfect), sceneggiato da Aaron Latham e James Bridges, basato su un articolo di Aaron Latham pubblicato sul magazine Rolling Stone
- Rocky IV (Rocky IV), scritto da Sylvester Stallone
- L'anno del dragone (Year of the Dragon), sceneggiato da Oliver Stone e Michael Cimino, basato su un racconto di Robert Del

### Peggior esordiente
- Brigitte Nielsen - Yado (Red Sonja) e Rocky IV (Rocky IV)
- Ariane Koizumi - L'anno del dragone (Year of the Dragon)
- Il nuovo Godzilla computerizzato - Il ritorno di Godzilla (Gojira)
- Julia Nickson-Soul - Rambo II: la vendetta (Rambo: First Blood Part II)
- Kurt Thomas - Gymkata (Gymkata)

### Peggior canzone originale
- Peace in Our Life, musica di Frank Stallone, Peter Schless e Jerry Goldsmith, testo di Frank Stallone - Rambo II: la vendetta (Rambo: First Blood Part II)
- All You Can Eat, scritta dai The Fat Boys - Krush Groove (Krush Groove)
- The Last Dragon, scritta da Norman Whitfield e Bruce Miller - L'ultimo drago (The Last Dragon)
- Oh, Jimmy!, musica e testo di Sarah M. Taylor - La moglie del campione (Neil Simon's The Slugger's Wife)
- 7th Heaven, scritta da Bill Wolfer e Vanity - L'ultimo drago (The Last Dragon)

### Peggior colonna sonora
- Rocky IV (Rocky IV), musica di Vince DiCola
- Febbre di gioco (Fever Pitch), musica di Thomas Dolby
- Allan Quatermain e le miniere di re Salomone (King Solomon's Mines), musica di Jerry Goldsmith
- Revolution (Revolution), musica di John Corigliano
- Turk 182 (Turk 182), musica di Paul Zaza

## Statistiche vittorie/candidature
Premi vinti/candidature:
- 5/9 - Rocky IV (Rocky IV)
- 4/7 - Rambo II: la vendetta (Rambo: First Blood Part II)
- 1/3 - Yado (Red Sonja)
- 1/1 - Pattuglia di notte (Night Patrol)
- 1/1 - Savage Island (Savage Island)
- 1/1 - Savage Streets (Savage Streets)
- 1/1 - St. Elmo's Fire (St. Elmo's Fire)
- 0/5 - L'anno del dragone (Year of the Dragon)
- 0/4 - Febbre di gioco (Fever Pitch)
- 0/4 - Revolution (Revolution)
- 0/3 - Perfect (Perfect)
- 0/2 - Il ritorno di Godzilla (Gojira)
- 0/2 - Allan Quatermain e le miniere di re Salomone (King Solomon's Mines)
- 0/2 - Turk 182 (Turk 182)
- 0/2 - L'ultimo drago (The Last Dragon)
- 0/1 - Addio vecchio West (Rustler's Rhapsody)
- 0/1 - Lust in the Dust (Lust in the Dust)
- 0/1 - King David (King David)
- 0/1 - La sposa promessa (The Bride)
- 0/1 - Agente 007 - Bersaglio mobile (A View to a Kill)
- 0/1 - Gymkata (Gymkata)
- 0/1 - Krush Groove (Krush Groove)
- 0/1 - La moglie del campione (Neil Simon's The Slugger's Wife)